# まりか
まりか（1981年9月26日 - ）は、日本のAV女優。サンミュージックブレーンを経てマリアリップ所属となる。海外ではspieglergirls.comに所属。

## 略歴
2007年、過激着エロDVDでデビュー。同年、AVメーカー・マキシングのアイドル広報を始めた。
2008年、初写真集でヘアヌードを披露、団鬼六や有末剛とコラボしたDVDをリリースした。
「荒縄で全身を縛られ、天井に吊るされる」「口に白濁液まみれのソーセージを突っ込まれる」といった作品や、フルヌードを披露しても、「ぶっちぎりの清純派アイドル」を自称した。これについて、乳首の色合いがピンク過ぎず、ある程度黒いこと、体は幼児体型で、胸の形はエロいことを清純派アイドルの定義にあげている。
2009年9月3日にSODクリエイト主催の「第1回SODstarシンデレラオーディション」にて『てぃんくる賞』を獲得、同年12月5日にSODクリエイトよりAVデビューした。
2010年5月をもってSODを卒業。同年6月、ジャパンホームビデオ系列「EROTICA」に移籍。女優兼「特別広報」に任命される。
後年のインタビューではSOD専属当時はAV撮影を舐めており、テクニックもない中で、舐めた心も周囲に見透かされていた。当然結果も出せず、企画単体になり心を入れ替えたと述べている。
2011年6月17日、アイドルユニットOFA21の第2期メンバーに合格したことを自身のブログで報告。同年12月7日、日刊スポーツにて連載開始。
同年にアナル作品、2012年に排せつ作品を解禁し、ハードコア女優の異名を付けられた。この時期に男優の大島丈になぜ汚れ仕事をするのかを質問し、「まりかちゃん。これは人間愛だよ」と返されたことがハードジャンルに進むきっかけとなった。また排せつ作品を監督した新保英之から「メジャーリーグ行っちゃいなよ」と言われたことで、アメリカを目指すようになる。ただしビザも何もない状況のため、最初はポルノライターのツテで撮影見学からから始めるも、現地大手エージェントからはすでにアサ・アキラがいるなどの理由で不合格通知をもらう。しかしアメリカのポルノ業界で淋病が流行し、業界が一時停止した中でも、再アタックの結果、エージェントと契約が成立した。
2012年3月31日、今後海外と日本を拠点に活動すると自身のブログにて発表。前日には記者会見を行った記事がアップされ、翌月よりロサンゼルスに渡米している。同年12月、フランスのポルノ雑誌「Hot Video」に日本人女優初のカバーガールとして選出された。
2013年、月刊誌「ペントハウス」1月号にて、日本人として初めて"ペントハウス・ペット"の称号を得た。
2014年4月に渡米し、以降はロサンゼルスを拠点に、海外と日本を行き来し、精力的に仕事をこなす。
2019年、乳がんを公表した。同年3月に両乳房の全摘手術、その後数回にわたり乳房の再建手術を行う。同年、月刊誌「ハスラー」10月号において、日本人として初めて"ハスラーハニー"の称号を得る。
2020年4月、アーバンXアワードにてHall Of Fame Inductees（殿堂入り）に選ばれた。
2022年3月、AVN AwardsにてBest Foursome/Orgy Sex Scene（ベストグループシーン）に選ばれた。
自身の出発点である国内AV業界にも関心を寄せており、2023年末より二村ヒトシを中心に立ち上げられた「AV産業の適正化を考える会」に発起人として参加。AV新法の改正、いびつな構造の改革を訴える。2024年2月20日に行われた「AV新法の見直しを検討するシンポジウム」にはリモートで参加した。

## 人物
- 資格として「銀粘土技能認定（シルバーアクセサリーのインストラクター）[21]」「普通自動車[22]」「フラワーアレンジメント[22]」「いけばな[23]」「コミュニケーション能力2級[24]」などを所持している。
- AVとイメージDVDは1000本以上所持している[1]。
- かつてはキャバクラ「BURLESQUE」にも在籍していた[25]。
- アメリカでは事務所に所属せず、エージェントを雇って仕事をしている[26]。日本ではハードコア女優と呼ばれていたが、アメリカではレベル0扱いである（牛用電流まで[26]。レベル10はSMの後肉が見えているレベルだという）。
- AV芸人のリボルバーヘッドは「野球で例えれば野茂英雄」と実績を例えている[7]。ただし、まりか自身は偶然が重なっただけで、アメリカに来たときは何も考えていなかったと述べている[7]。また、グラビアアイドル出身であり、カメラの前に立つのが楽しいを続けていたら結果的にポルノ業界に行きついたのであり、セックス自体は特別好きではないと述べている[18]。

## 作品

### DVD
- AV寸前!（2007年5月13日、エアーコントロール）
- 現役アイドル痴漢バス（2007年8月13日、エアーコントロール）
- オトナな彼女。（2007年11月9日、心交社）
- 美少女デラックスTV（2007年11月21日、BM.3）
- 女神の素顔（2008年2月15日、心交社）
- あぶない彼女（2008年5月25日、エアーコントロール）
- Tバック-YOGA（2008年6月27日、オルスタックピクチャーズ）
- 縄ドル 長谷真理香SM（2008年8月29日、オルスタックピクチャーズ）
- 乳房 長谷真理香SM（2008年9月29日、オルスタックピクチャーズ）
- 長谷真理香DVD-BOX（Tバック-YOGA、縄ドル、乳房のBOXセット）（2008年9月29日、オルスタックピクチャーズ）
- maria（2009年4月28日、オルスタックピクチャーズ）
- Rainbow in the future（2010年12月24日、オルスタックピクチャーズ）

### アダルトビデオ
| 2009年                                                                           | 2009年  | 2009年        | 2009年     |
| タイトル                                                                         | 発売日  | メーカー      | 備考       |
| -------------------------------------------------------------------------------- | ------- | ------------- | ---------- |
| 第1回 シンデレラオーディション てぃんくる賞 現役グラビアアイドル まりか×AV Debut | 12月5日 | SODクリエイト | デビュー作 |

| 2010年                                                                    | 2010年   | 2010年                   | 2010年 | 2010年 |
| タイトル                                                                  | 発売日   | メーカー                 | 他出演 | 備考   |
| ------------------------------------------------------------------------- | -------- | ------------------------ | ------ | ------ |
| 現役グラビアアイドルまりかに激しいのを教えて…                             | 1月7日   | SODクリエイト            |        |        |
| まりかをあなたの自宅にお届けします。失禁&中出しSP                         | 2月4日   | SODクリエイト            |        |        |
| 号泣激痴漢地獄〜非道〜 まりか 人としての生き方やあり方に外れている事      | 3月4日   | SODクリエイト            |        |        |
| 現役グラビアアイドルのまりかと中出し同棲生活                              | 4月6日   | SODクリエイト            |        |        |
| 濃厚なる性交 SOD卒業記念                                                  | 5月13日  | SODクリエイト            |        |        |
| 電撃移籍!現役グラドル撮影会                                               | 7月23日  | EROTICA                  |        |        |
| まりかといく!混浴露天バスツアー                                           | 8月27日  | EROTICA                  |        |        |
| 素人男優をスカウトin渋谷「あなたのテクニック、ワタシで試してみませんか?」 | 9月24日  | EROTICA                  |        |        |
| 待ちぶせしてしゃぶって合体!                                               | 10月22日 | EROTICA                  |        |        |
| こってりした中出し                                                        | 11月5日  | ワープエンタテインメント |        |        |

| 2011年 | 2011年   | 2011年                         | 2011年 | 2011年         |
| タイトル | 発売日   | メーカー                       | 他出演・共演                                                                                                  | 備考           |
| --- | -------- | ------------------------------ | --- | -------------- |
| ドリシャッ!! | 2月5日   | ワープエンタテインメント       | |                |
| 地獄突き | 2月5日   | NON                            | |                |
| 女教師in...（脅迫スイートルーム）                                                                                  | 2月15日  | ドリームチケット               | |                |
| 新妻の義父に縛られて無理矢理犯され感じ始めてしまう淫肉                                                             | 2月16日  | ヒビノ                         | |                |
| 世界一と世界二のチ●ポに薬漬けされて白目むくまでガン突きFUCK!!!                                                     | 3月5日   | NON                            | |                |
| 男汁バイキング | 3月13日  | MOODYZ                         | |                |
| いま、ナマイキ言ったのは、このクチか? ドM美女奴隷・強制フェラ一撃顔射                                              | 3月15日  | ワープエンタテインメント       | 亜希菜、仁科百華、ましろ杏、松すみれ、内田真由、桐岡さつき、 葉月しおり                                       |                |
| 解禁 KOKORO | 3月19日  | ドグマ                         | |                |
| SEXが下品な方がいいに決まってる。                                                                                  | 3月19日  | 乱丸                           | |                |
| 強制中出し輪姦 | 3月25日  | ダスッ!                        | |                |
| イラマの涙 泣きっツラにザー汁                                                                                      | 4月5日   | NON                            | 倉木みお、有村千佳、若葉くるみ、直嶋あい、星崎アンリ                                                          |                |
| レズビアン傷心旅行 失恋美女と潮吹き女将                                                                            | 4月19日  | アンナと花子                   | 前田陽菜 |                |
| 淫乱大乱交 | 4月19日  | 乱丸                           | 乃亜、雛丸、晶エリー                                                                                          |                |
| キメセク 美少女にアルコールと媚薬をキメテセックス                                                                  | 4月19日  | ドグマ                         | |                |
| 恥辱の女教師まりか、顔面精子まみれ                                                                                 | 4月21日  | HIBINO                         | |                |
| 潮吹きまくり汁ビッチ                                                                                               | 5月5日   | ワープエンタテインメント       | |                |
| 永久輪姦中出し | 5月13日  | MOODYZ                         | |                |
| 寝取られ学園レズビアン 秘密の三角関係                                                                              | 5月13日  | MOODYZ                         | つくし、成瀬心美                                                                                              |                |
| 激潮吹き全身ズブ濡れエクスタシー ごっくんブッカケ大噴射レズビアン                                                  | 5月19日  | CROSS                          | 櫻井ともか |                |
| モテないくせに巨チンな俺とカテキョのくせにスケベな先生                                                             | 6月5日   | NON                            | 櫻井夕樹、中原美姫、佐久間茉衣、新庄美稀、若林美緒                                                            |                |
| イキ地獄 | 6月5日   | NON                            | |                |
| キレイ好きなオクチ2 腰が引けちゃうお掃除フェラとトリハダもんの直後責め                                             | 6月15日  | ワープエンタテインメント       | 絵色千佳、春咲あずみ、仁科百華、大沢美加、桜花えり、神河美音、松すみれ                                        |                |
| 穴奴隷2 | 6月18日  | LADY×LADY                      | 星崎アンリ、水嶋あい                                                                                          |                |
| AV女優があらゆる「タブー」に挑む!!女人禁制の修行僧をボッキさせろ!!                                                 | 6月18日  | SODクリエイト                  | 前田陽菜 |                |
| いやらしい唇とマンコ                                                                                               | 6月19日  | エムズビデオグループ           | |                |
| 100%孕ませたい…、人気女優、まりか                                                                                  | 7月5日   | NON                            | |                |
| パンストパイパン潮吹きごっくん ノーパン女教師                                                                      | 7月7日   | みるきぃぷりん♪                | |                |
| 40発の大量飲尿 | 7月13日  | MOODYZ                         | |                |
| 強制フェラ奴隷 | 7月21日  | SODクリエイト                  | |                |
| 激似 大●優子の講師も在籍する!! シャブられ予備校 ノドにアクメーション学院                                           | 8月5日   | NON                            | 中川純、さとう遥希、野中あんり、芦屋美帆子、泉麻那                                                            |                |
| 2011真夏のSOD女子社員 ポロリだらけのビチョ濡れ超過激水泳大会&本邦初公開!!水泳大会終了後のハレンチ全裸大宴会        | 8月6日   | SODクリエイト                  | 浜崎りお、有沢りさ、水城奈緒、木下若菜                                                                        |                |
| テラちんぽ | 8月7日   | みるきぃぷりん♪                | |                |
| 催眠スペレズ病棟 白い精薬                                                                                          | 8月13日  | MOODYZ                         | 大堀香奈、京野ななか、つぼみ                                                                                  |                |
| 真性パイパン解禁アナルFUCK                                                                                         | 8月13日  | MOODYZ                         | |                |
| アイドルはザーメンがお好き 4時間                                                                                   | 9月5日   | ワープエンタテインメント       | | 単体ベスト作品 |
| 65発の大量ゴックン                                                                                                 | 9月7日   | みるきぃぷりん♪                | |                |
| 究極サンドイッチFUCKスペシャル                                                                                     | 9月13日  | MOODYZ                         | |                |
| 脱がないお姉さんに抜かれたい                                                                                       | 9月15日  | ワープエンタテインメント       | 芦名未帆、森ななこ、永沢まおみ、木下若菜、有村千佳、北川エリカ、仁科百華、愛咲れいら、秋吉ひな                |                |
| 180分間の回春マッサージで焦らした一発大量濃厚精子を、まりかが笑顔で受け止めます!!                                  | 9月22日  | SODクリエイト                  | 赤西ケイ |                |
| 元祖アナル拷問2 | 10月6日  | ディープス                     | |                |
| 射精公衆便女 2アナ同時中出しSP                                                                                     | 10月20日 | SODクリエイト                  | 水沢真樹、若菜あゆみ                                                                                          |                |
| ハードレズビアン決定版 レズに堕ちていく人妻〜もう女しか愛せない〜                                                  | 10月25日 | ながえスタイル                 | 大槻ひびき |                |
| Wモンスター W飲尿WアナルW中出し                                                                                    | 11月19日 | エムズビデオグループ           | 晶エリー |                |
| 口マンコ3 オンナの顔はいやらしい… 6人の口マンにブチ込め!                                                           | 11月20日 | レイディックス                 | 鳴沢ともみ、来栖ひなた、唯城りさ、芹菜ゆき、大槻ひびき                                                        |                |
| 恥悦ドライブ02 | 11月20日 | プールクラブ・エンタテイメント | |                |
| 僕の義理の妹、姉、娘はお口を使ってザーメンを抜いてくれる                                                           | 11月25日 | ハヤブサ                       | 長澤あずさ、竹内りな、河瀬リナ、宮村恋、しずく、桃井早苗、横山みれい、浅見友紀 他                             |                |
| 世界一のチ●ポを持つウィル・スミス氏と世界二のチ●ポを持つヘンゼル・ワシントン氏の白目むくまでガン突き串刺し10FUCK!! | 12月5日  | NON                            | 青木りん、花井メイサ、森元あすか、中山エリス、春咲あずみ、浅乃ハルミ、あずみ恋、櫻井夕樹、一之瀬ひかる        |                |
| 女の子の精飲記念日スペシャル ごっくん Vol.5                                                                        | 12月16日 | RASH                           | |                |
| 催眠 赤 DX 47 スーパーコンプリート編                                                                               | 12月16日 | アウダースジャパン             | |                |
| 催眠 赤 DX 47 スーパーmc編                                                                                         | 12月16日 | アウダースジャパン             | |                |
| 催眠 赤 DX 47 ドキュメント編                                                                                       | 12月16日 | アウダースジャパン             | |                |
| 人妻不倫情事 第二章 お金のために夫以外の男に身をまかせる人妻たち                                                   | 12月23日 | なでしこ                       | 長澤あずさ、愛原さえ、山城美緒、愛菜                                                                          |                |
| 犯られた女教師たち                                                                                                 | 12月25日 | ハヤブサ                       | 長澤あずさ、愛菜、宮坂レイア、来栖ひなた                                                                      |                |
| 逆恨みされレイプされる女たち                                                                                       | 12月25日 | ハヤブサ                       | 真木今日子、宮坂レイア、悠月舞、藤原ひとみ                                                                    |                |
| 熟れた女の唇でフェラチオされて、いつもの倍以上ザーメンが出ちゃいました                                             | 12月25日 | ハヤブサ                       | 門田まつり、中川純、京野ななか、山城美緒、結城彩名、金崎あい、姫川きよは、吉倉いずみ、秋野みさき、神楽真子 他 |                |

| 2012年 | 2012年   | 2012年                         | 2012年 | 2012年 |
| タイトル | 発売日   | メーカー                       | 他出演・共演                                                                                                  | 備考   |
| --- | -------- | ------------------------------ | --- | ------ |
| 激情レイプ〜狙われた女教師〜 | 1月7日   | アタッカーズ                   | |        |
| ヤラず嫌い女王決定戦 | 1月7日   | ATOM                           | さとう遥希、友田彩也香、中山エリス                                                                            |        |
| アナル家畜露出2 | 1月7日   | サディスティックヴィレッジ     | |        |
| ナマドル 変態アイドル肉便器 | 1月19日  | みるきぃぷりん♪                | |        |
| 禁断の淫乱女子寮 | 1月20日  | アウターズジャパン             | 琥珀うた、北川エリカ、浅乃ハルミ                                                                              |        |
| DOKIレズ60 | 1月20日  | アウターズジャパン             | 琥珀うた、北川エリカ、浅乃ハルミ                                                                              |        |
| 犯罪捜査官外伝 悲しみの復讐者 | 2月7日   | アタッカーズ                   | 桃井早苗、白鳥るり                                                                                            |        |
| まりか 恥ずかしすぎる最初で最後の排泄                                                                                                | 2月23日  | SODクリエイト                  | |        |
| 極美女VIP大量潮吹き大量乱交!元グラビアアイドルまりか＆カリスマ美熟女川上ゆう強制イラマ連続潮吹き雌犬化5P乱交ファック!!               | 3月13日  | セレブの友                     | 川上ゆう |        |
| 牝犬快楽 野外お散歩調教 05 | 3月20日  | プールクラブ・エンタテイメント | |        |
| おもらし聖水恥女02 羞恥と屈辱と限界からの開放感へ                                                                                    | 3月20日  | プールクラブ・エンタテイメント | 西野花梨、美月、坂田もも、夏樹美雨                                                                            |        |
| 温泉旅館でこっそり寝取りエッチ | 3月22日  | SODクリエイト                  | 浜崎りお、木下若菜、水城奈緒、有沢りさ                                                                        |        |
| 新ヒロイン拷問 愛と平和の戦士アフロディーテ                                                                                          | 3月23日  | GIGA                           | |        |
| DRUNKFUCK!2 酔いどれ痴女たちの真性中出し乱交パーティー                                                                               | 3月31日  | モブスターズ                   | 希咲あや |        |
| 接吻されながらエロ目線で見つめられながらシコシコ手こきをしてくれる人妻たちII                                                         | 4月25日  | ハヤブサ                       | 皆澤奏美、香山蘭、及川はるな、一ノ瀬みいな、朝井江里、栗崎紗理奈、高岡愛美、石野麗子、谷村あゆり、若槻早妃 他 |        |
| お金のため?欲求不満のため?夫以外の男に身をまかせる人妻たち                                                                           | 4月27日  | なでしこ                       | 及川はるな、秋野みさき、山城美緒、愛原さえ、長澤あずさ、南レイ、真木今日子、京野ななか、中川純、愛菜          |        |
| アナルジャンキーレズ | 5月13日  | U&K                            | 美咲結衣 |        |
| ノーモザイクアナルFUCK 大量浣腸アナル拷問                                                                                            | 5月15日  | ワンズファクトリー             | |        |
| ケツの穴から垂れ落ちる精子を飲みたがる変態女                                                                                         | 5月17日  | グローリークエスト             | |        |
| 有名女優が通う高級レズソープ 3 | 5月18日  | クリスタル映像                 | 田中志乃、青山ナミ、藤咲葵                                                                                    |        |
| 美熟女が貴方だけを見つめる特濃フェラチオ! ねっとり言葉責めカメラを見つめながら挑発的おしゃぶり大量ザーメン口内、舌上、ゴックン遊戯!! | 5月19日  | 婦人社/エマニエル              | 城エレン、加山なつこ、紫彩乃、風間ゆみ、笠木忍、横山みれい、浅倉彩音、澤村レイコ、川上ゆう                    |        |
| イイ女限定!!たっぷり射精出来る貴方だけに語りかけるオナニー専用のオナニーDVD2                                                         | 5月19日  | 婦人社/エマニエル              | 川上ゆう、風間ゆみ、愛原さえ、澤村レイコ、笠木忍、浅倉彩音、雨宮琴音、横山みれい、伊織涼子、白鳥美玲          |        |
| 口喧嘩から始まる本当は気持ちイイくせに我慢しあうレズバトル 3                                                                         | 6月13日  | U&K                            | 妃乃ひかり、風間ゆみ、川瀬さやか、藤沢未央、美咲結衣                                                          |        |
| 怒り狂った悪質クレーマーに捧げられる肉欲接待専用の派遣女子社員3Pファック大量潮吹き絶頂!!                                             | 6月13日  | セレブの友                     | 白鳥美玲、雨宮琴音、内田美奈子、柳田やよい                                                                    |        |
| 毒百合 白目失禁淫乱レズビアン | 6月19日  | 乱丸                           | 雛丸 |        |
| 女体拷問研究所 ANOTHERS 7 | 6月19日  | BabyEntertainment              | |        |
| 有名熟女女優が嫌がるニューハーフをガチでハメる!ハメ倒す!!4                                                                           | 6月19日  | 婦人社/エマニエル              | 川上ゆう、星優乃、倖田李梨、りん、伊織涼子、内田美奈子、湯本千夏、彩瀬まい、愛原みき、可愛ゆい                |        |
| ド変態ニューハーフ!!前立腺破壊限界塩吹き大量5発射!!                                                                                  | 6月25日  | TRANS CLOB                     | 愛原みき |        |
| 変態公衆便所タンツボ肉便器女 | 7月5日   | グローリークエスト             | |        |
| 紅蓮のアマゾネス〜泣き喚きながら逝かされる男たち〜EPISODE03 阿鼻叫喚!残虐なる女たちの復讐                                            | 7月7日   | MOTHERS ENTERTAINMENT PICTURES | 加藤ツバキ、深田梨菜                                                                                          |        |
| ヌル撮 媚薬オイルマッサージ | 7月19日  | グローリークエスト             | 前田優希、北川エリカ、菊川亜美、大葉さくら                                                                    |        |
| ぬるヌレレズビアン 水もしたたるイイ女たち                                                                                            | 8月1日   | U&K                            | 瞳りん、友田彩也香、陽菜、すずきりりか、朝桐光                                                                |        |
| 巨乳ヨガインストラクターの自宅出張中出しSEX                                                                                          | 8月2日   | グローリークエスト             | さとう遥希、吉野艶子、中居ちはる、天野小雪                                                                    |        |
| 溺愛 潮吹きレズビアン | 8月13日  | U&K                            | 朝桐光 |        |
| 卑猥すぎる美熟女フェラ! 絶対に射精できる主観大量ローション全身ぶっかけパイズリまんコキフェラチオ!!                                   | 8月19日  | 婦人社/エマニエル              | 風間ゆみ、星優乃、日向みのり、川上ゆう、遥めぐみ、白鳥美玲、柳田やよい、内田美奈子、雨宮琴音                  |        |
| another Sky XTC 〜私の中の淫らな堕天使〜 episode.01 アマゾネス・ナイトメア                                                           | 8月19日  | BabyEntertainment              | |        |
| 真性中出しグラフィティFILE 第1集 | 8月31日  | モブスターズ                   | あかり優、希咲あや、朝桐光、澤北優香                                                                          |        |
| 限界調教7 | 9月1日   | 中嶋興業                       | |        |
| 潮レズ | 9月6日   | ディープス                     | さとう遥希、前田陽菜                                                                                          |        |
| 世界で一番亀頭が大きい男のフィストファックより凄いセックス                                                                           | 9月19日  | ROOKIE                         | さとう遥希 |        |
| 上司の貞淑妻ゲット 夫婦でホームパーティにやって来る上司の美人な奥さんを秘密裏に口説き求愛を仕掛ける!!2                               | 10月10日 | ホットエンターテイメント       | |        |
| 発情マダム男根狩り 欲情した極エロマダムが本能のままに男を犯す圧迫顔騎&強制騎乗位イキまくり男根快楽地獄攻め!                          | 10月13日 | セレブの友                     | 内田美奈子、澤村レイコ、川上ゆう、山本美和子、有村千佳、桐原あずさ                                            |        |
| 泥酔潮吹きバス 最終バスは無法地帯!普段はマジメなのに酔っ払った勢いで絡みだす超絶敏感OL                                               | 10月18日 | ディープス                     | 前田陽菜、向井恋、櫻井ともか                                                                                  |        |
| 止まらない女の潮吹き射精! 美熟女大量潮吹き全16名30シーン8時間!!                                                                      | 10月19日 | 婦人社/エマニエル              | 風間ゆみ、紫彩乃、浅倉彩音、星優乃、川上ゆう、澤村レイコ、細川まり、大槻ひびき、真白希実、桜みちる 他         |        |
| マンコとアナルに拳をブチ込む Wフィストファック                                                                                       | 10月25日 | ダスッ!                        | |        |
| 紅蓮のアマゾネス 完全版 240分 〜NON STOP THE MOVIE ULTRA BEST〜 獣VS痴女!快楽拷問戦争の行方                                          | 11月1日  | MOTHERS ENTERTAINMENT PICTURES | 大塚咲、結城みさ、星優乃、細川まり、深田梨菜、加藤ツバキ                                                      |        |
| まりかのファン達をガチで呼んじゃいました!無制限でハッピー中出し祭り!トリプル童貞筆おろし4時間スペシャル!!                            | 11月2日  | 映天                           | |        |
| OLいじめ セクハラ・パワハラ・人格否定! 〜私たち会社ぐるみで犯られました〜                                                            | 12月20日 | サディスティックヴィレッジ     | 大沢美加、弘前亮子、管野しずか、早乙女らぶ                                                                    |        |

| 2013年                                             | 2013年   | 2013年             | 2013年 | 2013年 |
| タイトル                                           | 発売日   | メーカー           | 他出演・共演 | 備考   |
| -------------------------------------------------- | -------- | ------------------ | --- | ------ |
| いやらしくてムッチリお尻で巨乳の人妻とHがしたい 3  | 2月22日  | なでしこ           | 星優乃、晶エリー、憂木ルル、黒木麻衣、浅田ちち、SARINA、稲森ケイト、長澤あずさ、田中杏里、亜紗美、一ノ瀬さな、天宮まなみ、天乃みお、南レイ、ほしのまき、長谷川なぁみ、響鳴音、春名えみ、芳本みゆ、福沢あや、真木今日子、有沢りさ、一ノ瀬あきら |        |
| トリプルレズビアン7 3×2穴 完全挿入                 | 3月22日  | クリスタル映像     | 朝桐光、加納綾子 |        |
| 限界調教スペシャル 鞭電マ苦痛編                    | 6月1日   | 中嶋興業           | 川上ゆう、松下ゆうか、小峰ひなた、柳田やよい、あいかわ優衣、管野しずか |        |
| トリプルレズビアン 12 〜嫉妬と因縁の輪舞曲〜       | 11月12日 | クリスタル映像     | 杏紅茶々、青山真希 |        |
| コスプレSEXシンドローム                            | 11月13日 | PSYCHEDELIC PUPPET | |        |
| Chu!Chu!Chu! ミアとマリカ                          | 12月7日  | 桃太郎映像         | ミア・楓・キャメロン |        |
| 巨乳OL暴行4時間 狙われたスタイル自慢の16人のOLたち | 12月25日 | ビッグモーカル     | 春咲あずみ、横山みれい、竹内結、浅田ちち、葉月奈穂、鈴木茶緒、宮崎あい、みはる、椎名唯、平山薫、椎名ゆな、前田優希、椎名ひかる、早乙女ルイ、小春                                                                                               |        |

| 2014年                                                                                | 2014年   | 2014年                         | 2014年 | 2014年         |
| タイトル                                                                              | 発売日   | メーカー                       | 他出演・共演 | 備考           |
| ------------------------------------------------------------------------------------- | -------- | ------------------------------ | --- | -------------- |
| 凱旋帰国M女 VS 7人の責め師蛇鬼                                                        | 3月7日   | アタッカーズ                   | |                |
| まりか、まるっと4時間ほられっぱなし                                                   | 3月7日   | NON                            | | 単体ベスト作品 |
| 縄・紅花奴隷                                                                          | 3月19日  | ドグマ                         | |                |
| 日本女性のマン毛 50人撮り下ろし315分                                                  | 3月20日  | プールクラブ・エンタテイメント | 朝倉ことみ、瀬戸友里亜、沙藤ユリ、五十嵐しのぶ、美咲結衣、桃宮もも 他                                                                     |                |
| 魔法性女エロス☆マギカ                                                                 | 5月23日  | TMA                            | 有村千佳、みづなれい、湊莉久、初美沙希 |                |
| 絶対に女をイカセる世界で一番大きなバイブ                                              | 5月25日  | ダスッ!                        | |                |
| レズ裁判〜CRAZY PSYCHO-LES〜                                                          | 6月1日   | U&K                            | あいかわ優衣 |                |
| 縄・女囚拷問 まりか                                                                   | 6月19日  | ドグマ                         | |                |
| 淫乱大乱交                                                                            | 7月19日  | 乱丸                           | 夏目優希、上原亜衣、朝倉ことみ |                |
| 続・紅蓮のアマゾネス ULTRA EXTEND BEST 激熱! 狂喜乱舞の快楽地獄                       | 8月1日   | MOTHERS ENTERTAINMENT PICTURES | 北川エリカ、結城みさ、大塚咲、藤北彩香、真咲南朋、滝川マリア、愛沢えみり、矢沢りょう、青山愛、眞木あずさ、深田梨菜、細川まり、夕樹七瀬 他 |                |
| Twitt●rで人気のAV女優 SNSでますますAV女優が好きになる…アナタもフォローしてみませんか? | 9月19日  | クリスタル映像                 | 上原亜衣、成瀬心美、さとう遥希、有村千佳、北川瞳、AIKA、風間ゆみ、みづなれい、羽月希、初美沙希 他                                         |                |
| ハードレズビアン決定版 レズに堕ちていく人妻 〜もう女しか愛せない〜                    | 11月8日  | ながえスタイル                 | 大槻ひびき |                |
| レズ風俗にハマる女たち2 〜Lesbian Girls club〜                                        | 11月13日 | U&K                            | 佳苗るか、羽川るな、横山夏希、長瀬涼子、立花美里、あいかわ優衣                                                                            |                |

| 2015年                  | 2015年  | 2015年   | 2015年                                       | 2015年 |
| タイトル                | 発売日  | メーカー | 他出演・共演                                 | 備考   |
| ----------------------- | ------- | -------- | -------------------------------------------- | ------ |
| 豊満女強制ケツマ○コ弄り | 4月22日 | イズム   | 夏海えりさ、天宮真咲希、福森亜美、岸川ひろみ |        |

| 2016年         | 2016年  | 2016年         | 2016年                                               | 2016年 |
| タイトル       | 発売日  | メーカー       | 他出演・共演                                         | 備考   |
| -------------- | ------- | -------------- | ---------------------------------------------------- | ------ |
| ザ・レズビアン | 3月25日 | ながえスタイル | 水沢真樹、深田梨菜、大槻ひびき、川上ゆう、あすかみみ |        |

| 2017年                                                                                     | 2017年  | 2017年            | 2017年                                       | 2017年 |
| タイトル                                                                                   | 発売日  | メーカー          | 他出演・共演                                 | 備考   |
| ------------------------------------------------------------------------------------------ | ------- | ----------------- | -------------------------------------------- | ------ |
| このバカ女! 逆ナンした素人男ごときにイカされまくるAV女優6人4時間                           | 2月25日 | ビッグモーカル    | 紗奈、泉麻那、琥珀うた、絵色千佳、鈴音りおな |        |
| ザ・レズビアンズ ガチレズ・リアルミックス 「日本人vs白人vs黒人」 女同士で貪り合っちゃおっ! | 11月7日 | スパルタン/妄想族 | ChloeCherry、Misty Stone                     |        |

| 2019年                                                                                            | 2019年 | 2019年            | 2019年                 | 2019年 |
| タイトル                                                                                          | 発売日 | メーカー          | 他出演・共演           | 備考   |
| ------------------------------------------------------------------------------------------------- | ------ | ----------------- | ---------------------- | ------ |
| レズバカ! 異人種レズ乱交サミット 「日本×アメリカ×ロシア」 世界のおま○こ貝合わせパジャマパーティー | 2月7日 | スパルタン/妄想族 | Jenna Ivory、Ana Foxxx |        |

### 配信限定
- 夏の終わりに〜パイパン美人は浴衣が似合う〜（2012年9月21日、HEYZO）
- 撫子パイパン美女アナル中出し（2012年9月21日、Dreamroom社）
- 感汁まりか 〜解禁された性欲〜（2012年11月9日、Dreamroom社）
- 超淫乱女優まりかのハメ潮MAX3P（2012年11月17日、HEYZO）
- 青い空の下で激潮ハメ狂い（2013年1月9日、Dreamroom社）
- まりかの噴水エッチ（2013年3月27日、Dreamroom社）
- 性夜のクリスマスに舞い降りたサンタガール（2013年12月24日、HEYZO）
- 美痴女〜女王様気取りの政治家秘書〜（2014年3月21日、HEYZO）
- 私の秘密〜あの夜の出来事〜
- まりかおまんこで射精して
- まりかはおっきいのがすき

### Vシネマ
- マイティレディ エクセリオ&アストラル（2008年4月18日、ビッグピーチエンタテインメント） - エリー救世主 役
- 爆乳戦隊ファイバスター 前編（2008年9月12日、ZENピクチャーズ） - バスターピンク 役
- 爆乳戦隊ファイバスター 後編（2008年9月26日、ZENピクチャーズ） - バスターピンク 役
- Eros d’O -O嬢の物語- 官能の奴隷（2009年2月6日、レジェンドピクチャーズ） - 主演・音葉 役
- Eros d’O -O嬢の物語- 魔性の楽園（2009年3月9日、レジェンドピクチャーズ） - 主演・音葉 役
- ビューティーヒロイン虎の穴 戦隊候補生特訓物語（2009年1月9日、禅 (ZEN) ピクチャーズ） - 候補生3号 役
- グラドルVS触手エイリアン 超閃星姫シェリー・ハート（2009年3月13日、禅 (ZEN) ピクチャーズ） - ミア役
- ALL NIGHT LONG 〜誰でもよかった〜（2009年6月26日、マクザム）（ゆうばり国際ファンタスティック映画祭出展作品） - 主演
- 爆乳戦隊ファイバスター外伝 バスターピンク（2009年6月12日、ZENピクチャーズ） - バスターピンク（上杉早希） 役
- 妖女セイレーンXXX 〜魔性の悦楽〜（2010年8月6日、竹書房） - セイレーン 役
- 喪服未亡人M 密約遊戯（2010年11月5日、レジェンドピクチャーズ） - 主演
- 横須賀アウトロー烈伝（2011年3月2日、シネマファスト） - 主演

## 写真集
長谷真理香 名義
- FANTASME（2008年6月5日、ブックマン社、撮影：若杉ケンジ）ISBN 978-4893086891

まりか 名義
- I am a porn star!!（2013年4月3日、双葉社、撮影：冨貴塚宏樹）ISBN 978-4575305265
- 艶縄の饗宴-杉浦則夫SM緊縛写真集（2013年10月15日、三和出版、撮影：杉浦則夫）ISBN 978-4776910800

## 出演

### ラジオ
- ゴー傑P（MBSラジオ：ゲスト出演）
- とろサーモン・SODの桃色製作所（ラジオ大阪：2009年12月11日ゲスト出演）
- RADIPEDIA（J-WAVE：ゲスト出演）

### TV
- 怒りオヤジ（テレビ東京）
- ガチンコ視聴率バトル（テレビ朝日）
- 誘惑のマーメイド（MONDO21）
- U15アイドルキャットパニック（エンタ!371） - メインMC
- 神さまぁ〜ず（TBS）
- イツザイ（テレビ東京）
- ウギブギ（TBS）
- 爆乳戦隊ファイバスター 前編（TOKYO MX ZENアクションTV）
- Eros d'O〜O嬢の物語〜 禁断の恋（パーフェクト・チョイス） - 主演
- Eros d'O〜O嬢の物語〜 魔性の楽園（パーフェクト・チョイス） - 主演
- もっこりパラダイス（レギュラー）（MONDO21）
- 未亡人の性 秘められた情事（パーフェクト・チョイス オリジナル作品） - 主演
- おとなのびっくりクリニック2 （日本海テレビ、2010年正月SP）
- 怒りオヤジ3（テレビ東京、クリスマスSP）
- 鷹なり天国（レギュラー）（千葉テレビ、TOKYO MX）
- るてんのんてる（2022年10月21日、読売テレビ）[27]
- じっくり聞いタロウ～スター近況㊙報告～（2023年9月22日、テレビ東京）[28]

### 映画
- 名無しの十字架（2012年12月1日）
- 妖女伝説セイレーンXXX 〜魔性の悦楽〜セイレーン役
- All Night Long 誰でも良かった（２００９年夕張国際映画祭、観客賞）

### CM
- 大塚製薬、オロナミンC
- アルフェミニ
- アリコジャパン

### 舞台
- ステージドア（2006年1月27日 - 28日）主演
- 江戸八景（主演）
- Twincle Twin（2007年11月1日 - 4日）主演
- アフリカ座VIVID COLOR vol.4「Re:born〜リボン〜」（2012年2月11日 - 14日）

### インターネットテレビ
- ひかり荘（エッグアイドルHyper）
- ハッピーアワー「はせまりのどうにか清純!?」（2007年7月5日 - 9月27日、あっ!とおどろく放送局）
- エムPの安達チャンネル（2007年7月27日、あっ!とおどろく放送局）
- OLIVER’S WORLD（2007年8月21日、9月11日、あっ!とおどろく放送局）
- はせまりのどうにか清純!?（2007年10月2日 - 2008年9月27日、あっ!とおどろく放送局）
- 長谷真理香 DVD「女神の素顔」ダイジェスト（2008年3月13日、あっ!とおどろく放送局）
- 必要以上に姫まり（ - 2008年6月30日、中野まんだらけスタジオ）
- ビーネスオンステージ
- 今夜はみんなでOne for All（2011年7月9日 - 2012年3月24日、あっ!とおどろく放送局）
- トイズハートプレゼンツBUBKA「きのう誰食べた」（2014年12月11日ゲスト出演、ニコニコ生放送）[29]

### 雑誌
- 週刊SPA!
- Hot Spa!
- sabra
- car&driver
- links（表紙）
- スーパー写真塾
- クリームBB
- FLASH
- ゴクウ
- Celeb girls BOMBERS
- ビスチェ（表紙）
- 人妻DX（表紙）
- 週刊プレイボーイ
- てぃんくる（表紙）
- 月刊ソフトオンデマンド
- 週刊大衆（2013年2月25日発売号-8P袋とじ＆4Pインタビュー）

### PCソフトウェア
- メイドール”MARIKA”（2008年5月3日）
- Viemo（ヴィーモ）デスクトップキャラクター（2008年10月16日）